# ابن الياسمين
ابن الياسمين الفاسي (000 - 601 هـ = 000 - 1204 م) عالم مغربي من مدينة فاس، برع في عدة علوم كالهندسة والمنطق والتنجيم والهيئة، وخاصة الحساب والعدد بالإضافة إلى الشعر.

## سيرته
هو أبو محمد عبد الله بن محمد بن حجاج المعروف بابن الياسمين، والياسمين اسم أمه نسب إليها وكانت سوداء.
نسبه من البربر، أخذ عن أبى عبد الله ابن قاسم علم الحساب والعدد. قال ابن سعيد في “الغصون اليانعة” : تخرج باشبيلية في فنون العلم، وكان أول تعلقه بالفقه والتوثيق، حتى صار من أعلام العارفين بالوثيقة، ثم اشتغل بالنظم والنثر وفنون الآداب. عاش عبد الله ابن الياسمين في مدينة فاس و كان من المقربين من يعقوب المنصور الموحدي، ثم من ولده محمد الناصر من بعده، وقد نال منزلة كبيرة في عهدهما.

## مؤلفاته
- الأرجوزة الياسمينية في الجبر والمقابلة.
- تلقيح الأفكار في العمل برسوم الغبار.
- أرجوزة ابن الياسمين.

## من قصائده
من قصائد ابن الياسمين:

## وفاته
تُوفي ابن الياسمين ذبيحًا بداره بمراكش سنة 601 هـ.